# Heinrich Zollinger

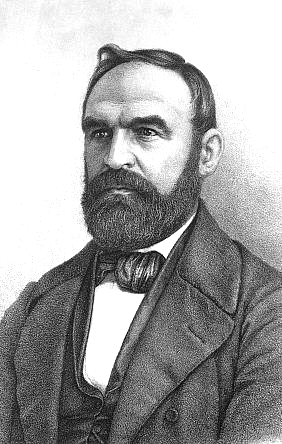
Heinrich Zollinger

Heinrich Zollinger   (1818  - 1859) foi um explorador e botânico suíço.

## Obra
- Heinrich Zollinger. Reise durch Ostjava (Jornadas a Ostjava) . In: Frorieps Fortschritte der Geographie und Naturgeschichte, Nº 47, 1847

- Systematisches Verzeichniss der im indischen Archipel in den Jahren 1842-1848 gesammelten sowie der aus Japan empfangenen Pflanzen. Herausgegeben von H. Zollinger. Zúrich. 1854

- Über Pflanzenphysiognomik im Allgemeinen und diejenige der Insel Java insbesondere. Zürich, 1855

- Besteigung des Vulkans Tambora auf der Insel Sumbawa und Schilderung der Erupzion desselben im Jahre 1815. 1855

## Homenagens
O gênero Zollingeria Kurz da família das Sapindaceae foi nomeado em sua honra.